# Both Sides, Now
"Both Sides, Now" é uma das canções mais conhecidas de Joni Mitchell. Gravada originalmente por Judy Collins em 1967, foi incluída, posteriormente, no álbum de Mitchell, Clouds (1969) e contida na trilha sonora do filme Love Actually (2003). Foi interpretada por Sara Bareilles durante a homenagem In Memoriam do Oscar 2017.

## Versão de Judy Collins
Judy Collins gravou a primeira versão da canção lançada comercialmente, pouco depois de Mitchell escrevê-la, para seu álbum de 1967, Wildflowers. Ela foi lançada como single em outubro de 1968 e alcançou a oitava posição na parada norte-americana. Atingiu a posição de número 6 no Canadá. No começo de 1969, Judy Collins com "Both Sides, Now", venceu o Grammy de melhor gravação étnica ou tradicional. O disco alcançou o terceiro lugar na pesquisa Easy Listening da Billboard, e "Both Sides, Now" é considerada uma das canções de assinatura de Collins.
A revista Rolling Stone classificou "Both Sides, Now" como número 171 na sua lista das 500 melhores canções de todos os tempos.
| Paradas (1968–70)                             | Melhor posição |
| --------------------------------------------- | -------------- |
| Austrália – KMR                               | 37             |
| Canadá – RPM Top Singles                      | 6              |
| Nova Zelândia                                 | 7              |
| Reino Unido                                   | 14             |
| Estados Unidos – Billboard Hot 100            | 8              |
| Estados Unidos – Billboard Adult Contemporary | 3              |
| Estados Unidos – Cash Box Top 100             | 8              |

| Paradas (1968)                                  | Pos. |
| ----------------------------------------------- | ---- |
| Canadá                                          | 96   |
| Estados Unidos – (Pop Annual, de Joel Whitburn) | 82   |

## Outras versões
A música de Mitchell já foi gravada por muitos outros artistas ao longo das décadas. Para sua versão, a lenda popular Pete Seeger acrescentou um quarto verso personalizado com autorização do compositor, Mitchell. A banda Fairport Convention gravou "Both Sides, Now" como canção demo em 1967, mas não foi lançada até o ano de 2000, quando apareceu no álbum The Guv'nor Vol 4, de Ashley Hutchings. (A versão ao vivo contou com a participação de Judy Dyble, e se encontra no álbum de Fairport, Moat on the Ledge (1981)). Clannad e Paul Young lançam dueto de "Both Sides, Now" para o filme Switch (1991). Em 22 de março de 2019, o cantor Leonardo Gonçalves lançou uma versão, com a participação da Orquestra Filarmônica de Praga, parte de seu álbum "Sentido".